# Guy Fréquelin
Guy Fréquelin (Langres, 2 aprile 1945) è un ex pilota di rally francese, vincitore in carriera di una prova del campionato del mondo rally e vicecampione del mondo nel 1981.

## Biografia
Ha partecipato al campionato del mondo rally dal 1973 al 1987, oltre alla vittoria al Rally di Argentina del 1981 ed ai 7 podi conquistati, fu vicecampione del mondo nel campionato del mondo rally 1981 guidando una Talbot Sunbeam Lotus, vettura che, soprattutto grazie al suo apporto, si aggiudicò il titolo costruttori.
Suo copilota nelle stagioni d'oro 1980 e 1981, fu Jean Todt, in seguito diventato importante direttore sportivo, prima nei rally e poi in Formula 1.

## Palmarès
1981
- nel Campionato del mondo rally su Talbot Sunbeam Lotus

### Podi nel mondiale rally
| Anno | Rally                  | Navigatore      | Vettura              | Pos. |
| ---- | ---------------------- | --------------- | -------------------- | ---- |
| 1978 | Rally di Monte Carlo   | Jacques Delaval | Renault 5 Alpine     | 3º   |
| 1980 | Rally del Portogallo   | Jean Todt       | Talbot Sunbeam Lotus | 3º   |
| 1980 | Rally di Gran Bretagna | Jean Todt       | Talbot Sunbeam Lotus | 3º   |
| 1981 | Rally di Monte Carlo   | Jean Todt       | Talbot Sunbeam Lotus | 2º   |
| 1981 | Tour de Corse          | Jean Todt       | Talbot Sunbeam Lotus | 2º   |
| 1981 | Rally d'Argentina      | Jean Todt       | Talbot Sunbeam Lotus | 1º   |
| 1981 | Rally del Brasile      | Jean Todt       | Talbot Sunbeam Lotus | 2º   |

## Risultati nel mondiale rally
| 1973 | Scuderia | Vettura |  |  |  |  |  |  |  |  |  |  |  |  |     | Punti | Pos. |
| ---- | -------- | ------- |  |  |  |  |  |  |  |  |  |  |  |  | --- | ----- | ---- |
| 1973 |          | Audi 80 |  |  |  |  |  |  |  |  |  |  |  |  | Rit | -     |      |

| 1974 | Scuderia | Vettura            |  |  |  |  |  |  |  |    |  |  |  |  |  | Punti | Pos. |
| ---- | -------- | ------------------ |  |  |  |  |  |  |  | -- |  |  |  |  |  | ----- | ---- |
| 1974 |          | Alfa Romeo Alfetta |  |  |  |  |  |  |  | 10 |  |  |  |  |  | -     |      |

| 1975 | Scuderia | Vettura             |   |  |  |  |  |  |  |  |  |  |  |  |  | Punti | Pos. |
| ---- | -------- | ------------------- | - |  |  |  |  |  |  |  |  |  |  |  |  | ----- | ---- |
| 1975 |          | Alfa Romeo 2000 GTV | 8 |  |  |  |  |  |  |  |  |  |  |  |  | -     |      |

| 1976 | Scuderia | Vettura                      |   |  |  |  |  |  |  |  |     |  |  |  |  | Punti | Pos. |
| ---- | -------- | ---------------------------- | - |  |  |  |  |  |  |  | --- |  |  |  |  | ----- | ---- |
| 1976 |          | Porsche 911 Opel Kadett GT/E | 8 |  |  |  |  |  |  |  | Rit |  |  |  |  | -     |      |

| 1977 | Scuderia | Vettura                                   |     |  |  |  |  |  |  |  |     |  |  |  |  | Punti | Pos. |
| ---- | -------- | ----------------------------------------- | --- |  |  |  |  |  |  |  | --- |  |  |  |  | ----- | ---- |
| 1977 |          | Alpine-Renault A310 1800 Renault 5 Alpine | Rit |  |  |  |  |  |  |  | Rit |  |  |  |  | 0     |      |

| 1978 | Scuderia | Vettura          |   |  |  |  |  |  |  |  |   |  |  |  |  | Punti | Pos. |
| ---- | -------- | ---------------- | - |  |  |  |  |  |  |  | - |  |  |  |  | ----- | ---- |
| 1978 |          | Renault 5 Alpine | 3 |  |  |  |  |  |  |  | 5 |  |  |  |  | 0     |      |

| 1979 | Scuderia | Vettura          |  |  |  |  |  |  |  |  |  |   |  |  |  | Punti | Pos. |
| ---- | -------- | ---------------- |  |  |  |  |  |  |  |  |  | - |  |  |  | ----- | ---- |
| 1979 |          | Renault 5 Alpine |  |  |  |  |  |  |  |  |  | 8 |  |  |  | 3     | 54º  |

| 1980 | Scuderia | Vettura              |     |  |   |  |  |  |  |  |   |     |   |  |  | Punti | Pos. |
| ---- | -------- | -------------------- | --- |  | - |  |  |  |  |  | - | --- | - |  |  | ----- | ---- |
| 1980 | Talbot   | Talbot Sunbeam Lotus | Rit |  | 3 |  |  |  |  |  | 4 | Rit | 3 |  |  | 34    | 8º   |

| 1981 | Scuderia       | Vettura                                   |   |  |   |     |   |   |   |   |  |     |   |     |  | Punti | Pos. |
| ---- | -------------- | ----------------------------------------- | - |  | - | --- | - | - | - | - |  | --- | - | --- |  | ----- | ---- |
| 1981 | Talbot Peugeot | Talbot Sunbeam Lotus Peugeot 504 V6 Coupé | 2 |  | 6 | Rit | 2 | 4 | 1 | 2 |  | Rit | 5 | Rit |  | 89    | 2º   |

| 1982 | Scuderia    | Vettura                             |   |  |  |  |   |  |  |  |  |  |  |    |  | Punti | Pos. |
| ---- | ----------- | ----------------------------------- | - |  |  |  | - |  |  |  |  |  |  | -- |  | ----- | ---- |
| 1982 | Esso Talbot | Porsche 911 SC Talbot Sunbeam Lotus | 4 |  |  |  | 6 |  |  |  |  |  |  | 11 |  | 16    | 12º  |

| 1983 | Scuderia                 | Vettura                        |     |  |  |  |     |  |  |  |  |  |  |  |  | Punti | Pos. |
| ---- | ------------------------ | ------------------------------ | --- |  |  |  | --- |  |  |  |  |  |  |  |  | ----- | ---- |
| 1983 | Rothmans Opel Rally Team | Opel Ascona 400 Opel Manta 400 | Rit |  |  |  | Rit |  |  |  |  |  |  |  |  | 0     |      |

| 1984 | Scuderia        | Vettura        |  |  |  |     |   |  |  |  |  |  |  |  |  | Punti | Pos. |
| ---- | --------------- | -------------- |  |  |  | --- | - |  |  |  |  |  |  |  |  | ----- | ---- |
| 1984 | Opel Rally Team | Opel Manta 400 |  |  |  | Rit | 9 |  |  |  |  |  |  |  |  | 2     | 53º  |

| 1985 | Scuderia        | Vettura        |  |  |  |  |     |  |  |  |  |  |  |  |  | Punti | Pos. |
| ---- | --------------- | -------------- |  |  |  |  | --- |  |  |  |  |  |  |  |  | ----- | ---- |
| 1985 | Opel Rally Team | Opel Manta 400 |  |  |  |  | Rit |  |  |  |  |  |  |  |  | 0     |      |

| 1987 | Scuderia      | Vettura         |  |  |  |  |     |  |  |  |  |  |  |   |  | Punti | Pos. |
| ---- | ------------- | --------------- |  |  |  |  | --- |  |  |  |  |  |  | - |  | ----- | ---- |
| 1987 | GM Euro Sport | Opel Kadett GSI |  |  |  |  | Rit |  |  |  |  |  |  | 6 |  | 6     | 36º  |

| Legenda | 1º posto | 2º posto | 3º posto | A punti | Senza punti | Ritirato | Squalificato | NP=Non partito C=Gara cancellata | Apice=Power stage |